# Campamento WAIS Divide

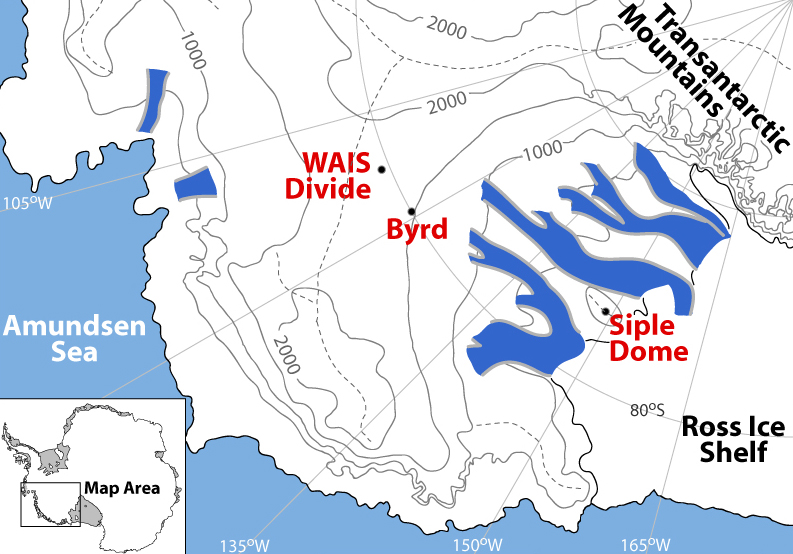
Mapa detallado de la región de WAIS Divide.

El West Antarctic Ice Sheet Divide o WAIS Divide, cuya traducción es Divisoria de la capa de hielo de la Antártida Occidental, es un proyecto de perforación profunda del núcleo de hielo llevado a cabo por el Programa Antártico de los Estados Unidos (USAP) y financiado por la Fundación Nacional para la Ciencia (NSF). El Campamento WAIS Divide, en donde tiene lugar la perforación, se halla ubicado al interior de la Tierra de Marie Byrd y tiene capacidad para 55 personas.
El objetivo general del proyecto WAIS Divide es recoger una muestra de hielo profundo de la divisoria del flujo de hielo de la calota de hielo de la Antártida Occidental, que se puede utilizar para el análisis científico y la investigación. En concreto, los científicos están buscando crear el registro más grande y más detallado de gases de efecto invernadero posible que los últimos 100 000 años, y también planean ver el rol que el cambio climático podría haber tenido sobre estas cantidades.

## Historia
El proyecto WAIS Divide se inició durante la temporada de verano 2005-2006 cuando el primer equipo de científicos creó el campamento de trabajo y comenzó la construcción de las instalaciones para la perforación y manejo de los núcleos de hielo. Durante esta primera temporada, también excavaron unos núcleos de hielo de poca profundidad para probar el sitio. Durante la temporada 2006-2007 se continuó trabajando en las instalaciones de procesamiento, así como en el establecimiento del eventual sitio de la perforación. Al final de la temporada 2009-2010 el proyecto había alcanzado una profundidad de 2564 metros, con el objetivo de alcanzar una profundidad de alrededor de 3330 metros, a unos 100 metros sobre el lecho de roca. Al comienzo de la temporada 2010-2011 en noviembre de 2010, se trazó el objetivo de alcanzar durante ella la profundidad máxima, lo que ocurrió el 1 de diciembre de 2011 a 3405 m. Adicionalmente está previsto para dos temporadas más trabajar en el análisis de la perforación y a extracción de réplicas.

## Selección del sitio

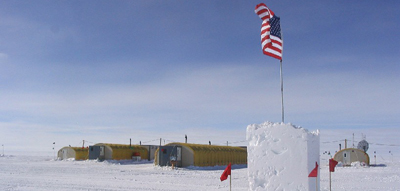
Campamentos en el sitio WAIS Divide.

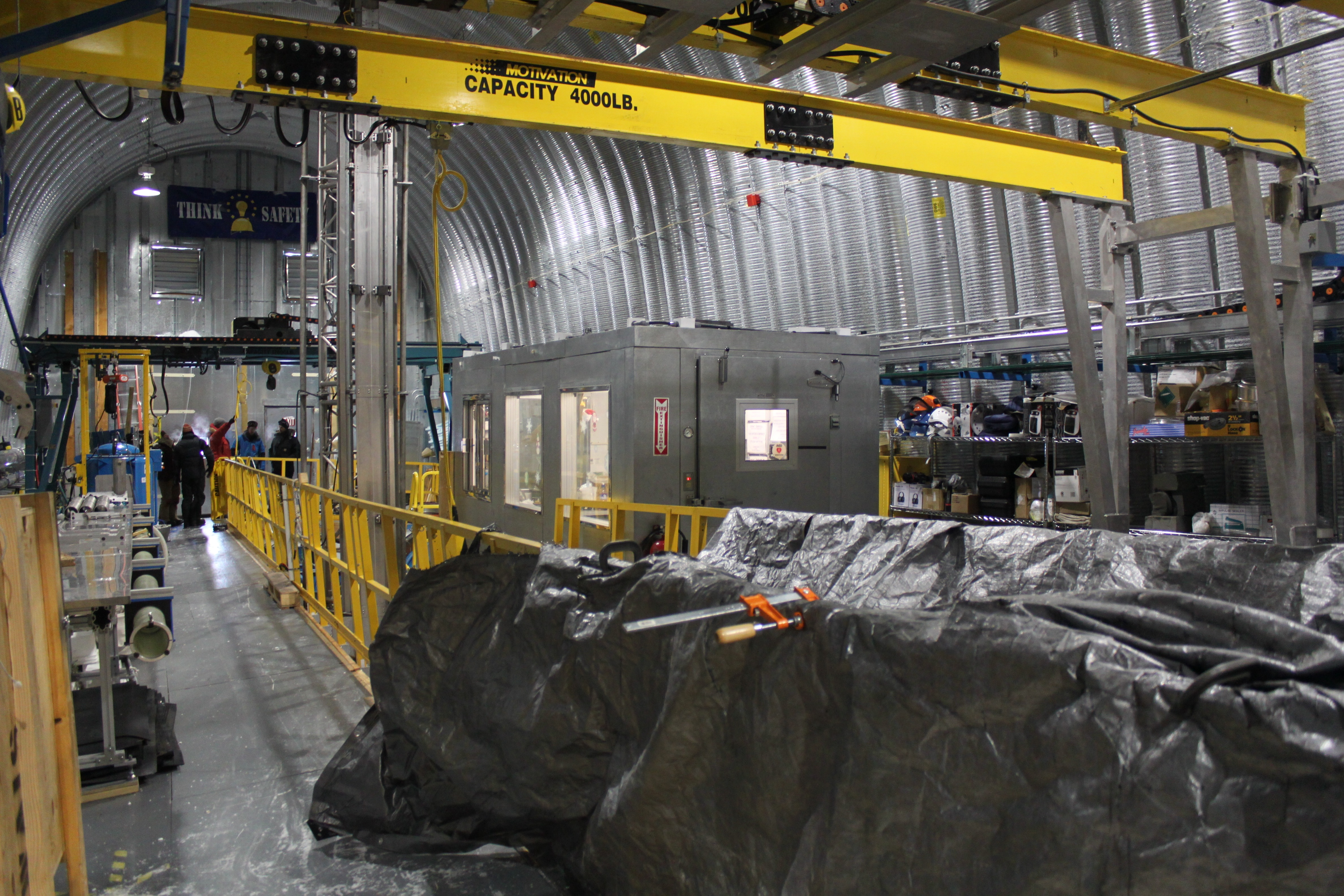
Instalaciones de perforación en el Campamento WAIS Divide.

Con el fin de obtener los tipos necesarios de muestras de núcleos de hielo para una investigación exitosa, los científicos buscaron el área del continente antártico que fuera más beneficiosa. La divisoria WAIS fue elegida debido a la relativa suavidad de la topografía, el hecho de que las capas internas de hielo son planas y sin dificultades, y que las capas anuales, cada una de aproximadamente 1 cm de espesor, eran detectables a por lo menos 40 000 años en la capa de hielo. También es significativo el hecho de que en la WAIS Divide, el flujo de hielo horizontal es mínimo, lo que garantiza datos más precisos debido a la capacidad de precisar puntualmente las condiciones atmosféricas específicas en la misma ubicación de la capa de hielo. Un último hecho importante sobre la ubicación WAIS Divide es la importancia de que la diferencia entre la edad de gas y la edad de hielo es de unos 200 años para la época del Holoceno, y entre 300 y 500 años para el último período glacial.

## Investigaciones
La investigación realizada en la divisoria WAIS incluye clima, historia de la capa de hielo, y criobiología. Con la naturaleza virgen e ideal de la divisoria WAIS, los científicos tienen previsto llegar a algunos de los mejores y más detallados registros de gases de efecto invernadero, a los cambios climáticos hemisféricos y cómo se interrelacionan. Estos resultados se pueden utilizar para una mirada más amplia del calentamiento global, uno de los principales problemas que enfrenta la humanidad. Mientras tanto, un significativo muestreo del núcleo de hielo y la investigación relacionada se realiza en Groenlandia, siendo el proyecto WAIS Divide el primero en el hemisferio sur.

### Climatología
El objetivo principal del proyecto de la divisoria WAIS es desarrollar el registro más preciso y detallado de gases de efecto invernadero durante los últimos 100 000 años. Otra área en la que se espera que el proyecto WAIS Divide pueda sobresalir (más que los proyectos de Groenlandia) se encuentra en el desarrollo de un excelente registro de CO2, ya que el hielo de la Antártida tiene menos polvo que el hielo de Groenlandia. La capacidad de comparar la investigación y de las condiciones ambientales entre los hemisferios norte y sur y el estudio de los gases de efecto invernadero en relación con cada uno permitirá un análisis más detallado del calentamiento global.
Además de estudiar los cambios climáticos y relacionados, el proyecto WAIS Divide será capaz de medir muchos otros gases de efecto invernadero (y no de efecto invernadero) y sus isótopos con precisión y resolución sin precedentes.

### Biología
Además de la investigación del clima, los científicos planean mirar la capa de hielo y ver cómo influye el medio ambiente alrededor de ella: es decir, viendo cómo la capa de hielo afecta a los cambios en el nivel del mar. Los científicos también quieren desarrollar una línea de tiempo de la capa de hielo que puede dar una idea de cuando se formó y los cambios que la capa de hielo ha sufrido. Junto con esto, los criobiologistas planean buscar y observar los signos de vida pasada y actual (si existieran) dentro de la capa de hielo. La vida microbiana se ha encontrado en otras partes de la criosfera, en los núcleos de hielo perforados en el lago Vostok y las tapas de hielo que cubren los lagos en los valles secos de McMurdo.